# Peloribates gressitti
Peloribates gressitti är en kvalsterart som beskrevs av Balogh och Sandór Mahunka 1967. Peloribates gressitti ingår i släktet Peloribates och familjen Haplozetidae. Inga underarter finns listade i Catalogue of Life.